# Bryum funarioides
Bryum funarioides là một loài rêu trong họ Bryaceae. Loài này được Brid. mô tả khoa học đầu tiên năm 1817.